# Ein ganzes halbes Jahr (Roman)
Ein ganzes halbes Jahr (Originaltitel: Me Before You) ist ein Roman der britischen Schriftstellerin Jojo Moyes aus dem Jahr 2012.

## Inhalt
Louisa Clark ist mit ihrem bisherigen Leben eigentlich ganz zufrieden, bis sie ihre Arbeit in einem Café verliert. Sie beginnt einen neuen Job als Assistentin, in welchem sie sechs Monate lang dem launischen und depressiven Rollstuhlfahrer Will Traynor assistieren soll, welcher sein Leben nicht mehr für lebenswert hält. Nach anfänglichen Anlaufschwierigkeiten kommen sich die beiden mit der Zeit immer näher und Louisa merkt, dass ihr Wills Glück immer wichtiger wird. Sie versucht ihm innerhalb einer Frist von sechs Monaten, nach der er sich das Leben nehmen will, zu zeigen, dass sein Leben lebenswert ist.
Trotz ihrer Zeit zusammen, die Will und Louisa beide sehr genossen haben, entscheidet Will sich dazu, sein Leben zu beenden. Er kann es nicht ertragen, für den Rest seines Lebens im Rollstuhl zu sitzen. Nach seinem Tod in einer Schweizer Sterbehilfe-Organisation findet Louisa heraus, dass er ihr eine große Erbschaft hinterlassen hat, mit der Louisa ihr Leben in vollen Zügen leben soll.

## Rezeption
Der Roman war ein kommerzieller Erfolg und wurde in 34 Sprachen übersetzt. Weltweit wurden mehr als fünf Millionen Exemplare verkauft, davon zwei Millionen alleine in Deutschland. 2014 war Ein ganzes halbes Jahr das meistverkaufte Taschenbuch in Deutschland.
2015 folgte die Fortsetzung des Romans mit dem Titel Ein ganz neues Leben (Originaltitel: After You). Ein weiterer Roman der Reihe, Mein Herz in zwei Welten (Originaltitel: Still Me) folgte 2018.

## Verfilmung
Im Jahr 2016 erschien eine Verfilmung des Romans mit Emilia Clarke und Sam Claflin in den beiden Hauptrollen. Die Regie führte die Theaterregisseurin Thea Sharrock, das Drehbuch verfasste Moyes selbst.

## Ausgaben
- Jojo Moyes: Me Before You. Penguin Books (2012). ISBN 978-0718157838 (englisch)
- Jojo Moyes, Karolina Fell (Übersetzerin): Ein ganzes halbes Jahr. Rowohlt (2013). ISBN 978-3499267031 (deutsch)